# Cacimbinhas (kommun)
Cacimbinhas är en kommun i Brasilien.   Den ligger i delstaten Alagoas, i den östra delen av landet, 1 400 km nordost om huvudstaden Brasília. Antalet invånare är 10 197.
Följande samhällen finns i Cacimbinhas:
- Cacimbinhas

Omgivningarna runt Cacimbinhas är huvudsakligen savann. Runt Cacimbinhas är det ganska glesbefolkat, med 35 invånare per kvadratkilometer.